# ريتشارد روفوس
ريتشارد روفوس (بالإنجليزية: Richard Rufus)‏ (12 يناير 1975 في المملكة المتحدة - ) هو لاعب كرة قدم بريطاني في مركز الدفاع. شارك مع منتخب إنجلترا تحت 21 سنة لكرة القدم. أما مع النوادي، فقد لعب مع تشارلتون أثلتيك.

## وصلات خارجية
- ريتشارد روفوس على موقع قاعدة بيانات كرة القدم.إي يو (الإنجليزية)
- ريتشارد روفوس على موقع Soccerbase.com (لاعب) (الإنجليزية)
- ريتشارد روفوس على موقع عالم كرة القدم.نت (الإنجليزية)